# ستيفن مايلز
ستيفن مايلز (بالإنجليزية: Steven H. Miles)‏ طبيب أمريكي، نشر على نطاق واسع العديد من المقالات والكتب حول موضوع الأخلاقيات الطبية وأخلاقيات التعذيب. انتقد في العديد من كتاباته العاملين في القطاع الطبي العسكري الأمريكي من اطباء وممرضين لدورهم في تعذيب السجناء أو سلبيتهم تجاها في غوانتيناموا ,أفغانستان والعراق .